# 난푸역 (상하이)

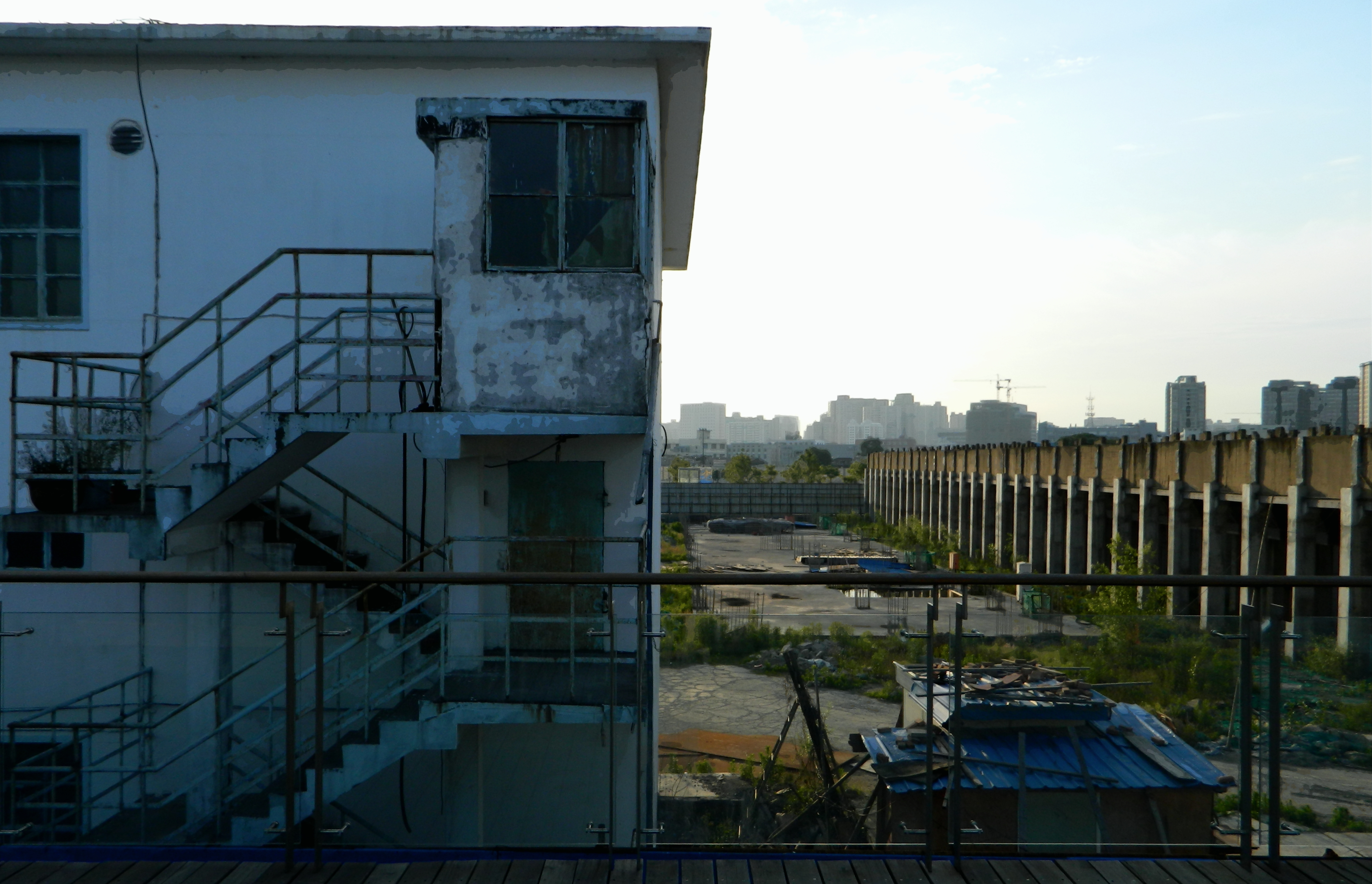
난푸 역 (2012년 촬영)

난푸 기차역(南浦火车站)은 상하이 시 쉬후이 구 자오펑루(兆丰路)에 위치했던 종합 1등역이다.

## 역사
난푸 역의 최초 명칭은 리후이강 화잔(日晖港货栈)이었다. 1906년 후항융 철도(沪杭甬铁路)의 건설이 시작되어, 당시 상하이의 동남·서남면에 두 개의 기차역이 건설되었다. 하나는 1908년 3월에 건설된 상하이 남 기차역으로 지금의 황푸 구 처잔루 일대에 위치했으며, 후항 선의 시발역으로 여객 운수를 중심으로 하여 화물 운수를 겸업했다. 다른 하나는 1907년 1월 황푸강의 지류 리후이강 부근에 건설되어 리후이강 화잔이라 이름이 지어졌다. 그때 리후이강 화잔은 오직 2선 반 밖에 없어 주로 황푸강과 부두에 의지하여 석탄·땔나무 등의 하역을 처리했다. 후항선 전선 개통과 후항·후닝 선(沪宁线)의 접속에 따라 철도 화물 운수업무가 비로소 점차 발전했다. 1937년 제2차 상하이 사변에서 상하이 남 기차역이 일본군 비행기에 폭파당하여, 리후이강 화잔은 곧 양역의 화물 운송량과 일부분의 여객 운수업무를 담당하기 시작하여 리후이강역으로 개칭되었다. 중일 전쟁 후에는 전 차량의 화물 운수를 전문적으로 취급했다.
1953년과 1956년 두 차례의 대규모 개조와 증축을 거치면서, 일찍이 갈대가 수북이 자라는 황무지가 이어졌던 초라한 설비의 낡은 역은 단번에 대강 갖춘 규모의 화물역이 되었다. 1958년 철도부의 명명을 거쳐 상하이 남역이 되었다. 현재의 남역은 상하이 시 쉬후이 구에 있어 신리 지선(新日支线)의 종단에 위치하며, 역은 남으로 황푸강에 면하고 동서 양측은 상하이 항구 6구의 카이핑(开平)·베이퍄오(北票) 부두와 인접한다. 이 역은 상하이 철도 지구에서 유일하게 스스로 갖춘 전용 부두를 보유한 역으로 기타 화물 운수 역과 비교하여 운수에서의 독특한 우위를 갖고 있었다.
1958년 개명한 후에 상하이 남역은 여러 번의 증축을 거쳤다. 1975년 북쪽 구역의 역을 개축하고 동시에 화물 운수영업 빌딩을 증축했다. 1978년 상하이 동역이 펑푸(彭浦)로 이전하여 원래 동역이 처리한 수륙 연락운송 화물 및 화물 운송 중계업무의 대부분을 상하이 남역이 담당했다.
상하이 남역은 당시에 전 차량의 착발과 수륙 연락 운송을 처리하는 1등 화물 운수역이 되어 수송량은 상하이 철도 분국의 주요 화물 운수역 중 상위권이었다.
2006년 신 상하이 남역의 건설이 뚜렷해짐에 따라 상하이 남역은 난푸역으로 개명했다. 난푸 역의 소재지가 2010년 상하이 세계 박람회의 계획 전시 구역 내에 위치함으로 인하여 역은 이미 2009년 6월 29일에 철거되었다.

## 같이 보기
- 상하이 남 기차역
- 상하이 남역